# Serrapio
Serrapio ist eines von 18 Parroquias in der Gemeinde Aller der Autonomen Region Asturien in Spanien.

## Lage
Serrapio grenzt im Norden an Laviana und Mieres, im Süden an Soto und Cabañaquinta, im Westen an Vega und im Osten an Piñeres.

## Geographie
Serrapio hat 161 Einwohner (2011) und eine Grundfläche von 13,09 km². Es liegt auf 380 msnm. Das Parroquia umfasst die

## Dörfer und Weiler
El Casar, Orillés, Serrapio, Casas de Abajo, El Pedregal, La Hoz, Espinedo, Carrapetal, Barredo, Butillanes, Collada, Cuadrazal, Cotasajo, Prados, Tablizo, Rozadiella und Les Quintanes.
Die nächste größere Stadt ist Cabañaquinta, der Verwaltungssitz der Gemeinde Aller.

## Klima
Angenehm milde aber feuchte Sommer mit ebenfalls milden, aber auch strengen Wintern.

## Sehenswürdigkeiten
- Romanische Kirche San Vicente de Serrapio aus dem 12. Jahrhundert